# Folkrepubliken Kinas historia
Se även Kinas historia.
Efter att Folkrepubliken Kina utropats den 1 oktober 1949 blev det kommunistiska ledarskapet under Mao Zedong tvunget att skapa stabilitet i en stat som haft krig i flera decennier. Ett statssystem byggt på det sovjetiska introducerades snabbt och man upprättade starka relationer med Sovjetunionen. Redan år 1956 hade hela samhället kollektiviserats.
1950 gick Kina in i Koreakriget och drev ut de USA-ledda styrkorna ur Nordkorea, vilket kraftigt försämrade landets relationer till USA och resten av västvärlden. 1958 bröt man också med Sovjet och blev i stort sett politiskt isolerat från omvärlden. Samtidigt startade Mao kampanjen stora språnget som skulle industrialisera Kina. Kampanjen blev ett fiasko och till följd av denna miste runt tjugo miljoner människor livet i svält. 
Kina lyckades dock under 1960-talet återhämta sig och jordbruket och industrin kom igång i landet. 1966 startade Mao Kulturrevolutionen för att rensa ut politiska motståndare och oliktänkare. Även om Kulturrevolutionen officiellt avslutades 1969 så fortsatte de politiska oroligheterna och den ekonomiska stagnationen. Maos närmaste man, Lin Biao, dog under mystiska omständigheter, anklagad för att ha genomfört ett mordförsök på Mao 1971. 1972 erkändes kommunistregeringen av FN som Kinas lagliga regering. Efter Maos död 1976 tog Hua Guofeng ledningen och arresterade de fyras gäng, men redan 1978 hade makten hamnat i händerna på Deng Xiaoping.
Deng Xiaoping tonade under sin långa tid vid makten ner klasskampen och den politiska ideologin och fokuserade på att bygga upp landets ekonomi och välfärd. Kinas ekonomiska och politiska situation förbättrades under hans ledning och levnadsstandarden för kineserna ökade kraftigt. Allt eftersom den politiska kontrollen långsamt släppte greppet om folket ökade deras politiska medvetenhet, vilket ledde till studentdemonstrationer på Himmelska fridens torg år 1989 som slogs ner av militären, se protesterna på Himmelska fridens torg.
Deng Xiaoping efterträddes av Jiang Zemin.
Även under Jiangs efterträdare, Hu Jintao, har Kina tagit ytterligare steg mot marknadsekonomi. En något öppnare diskussion om konsekvenserna av landets politik har tillåtits (med vissa undantag, framför allt falungong-rörelsen). Kina blev medlem av Världshandelsorganisationen (WTO) 2001.

## Xi Jinping vid makten sedan 2013
President Xi Jinping har tagit ett allt starkare grepp om makten i Kina. Kommunistpartiets kontroll över samhället och militären har stärkts och förtrycket har ökat med skärpt censur och gripanden av oliktänkande och människorättsadvokater. Efter att gränsen på två mandatperioder slopats för presidentposten har Xi befäst sin position som den mäktigaste kinesiske ledaren sedan Mao Zedong.

Folkrepubliken Kinas flagga.
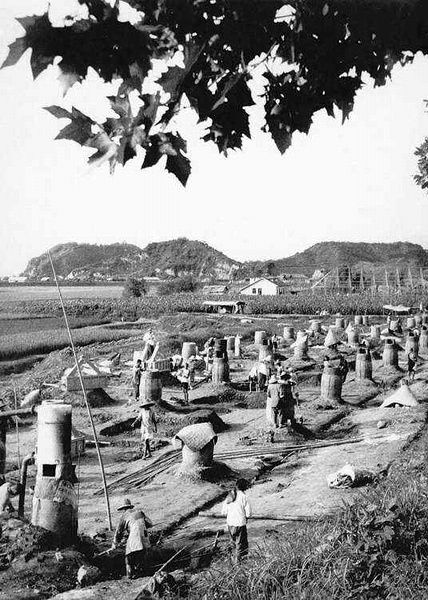
Masugnar från Stora språnget.